# Monnaie de la Chine impériale
La monnaie de la Chine impériale ou wén (chinois: 文) est la principale unité de compte utilisée en Chine durant la période impériale à partir du VIIe siècle.
Elle a été remplacée en 1912 par le yuan de la République de Chine.

## Histoire

### Lezhu
Développé il y a plus de 2 000 ans durant le dernier tiers de la dynastie Zhou, les premières monnaies de commodité apparaissent sous la forme d'objets manufacturés servant à faciliter les échanges. On distingue trois périodes : la monnaie-bêche, la monnaie-couteau et enfin la monnaie en forme de pièce ronde trouée en son centre, que les Occidentaux ont appelé sapèque ou cash bien plus tard. La fabrication des premières monnaies chinoises repose sur une maîtrise de la métallurgie, des alliages, et de la fonderie : la plus commune des monnaies circulantes n'est pas frappée mais moulée (ou « coulée »), au sens où la production ne fait pas intervenir de marteau ou de presse, sauf pour les métaux comme l'argent et l'or, métaux morcelés, travaillés et estampillés, qui transitaient par les orfèvres impériaux. Ce système repose donc sur l'utilisation massive du cuivre, de l'étain, du zinc et du plomb.
Les monnaie de forme ronde et trouée commencent par porter des valeurs exprimées en zhu (銖). La valeur la plus commune apparaît vers 118 avant notre ère sous la dynastie Han, et vaut 5 zhu (五銖). Le zhu équivaut à 100 graines de millet ou 1/24e de liang (tael). Leur fabrication est suspendue sous la dynastie Tang, vers 618.

### Lewén
Le wén est un terme générique qui apparaît avec la dynastie Tang : il désignait à la fois une valeur, les pièces de monnaie et la monnaie papier. D'autres systèmes étaient alors utilisés simultanément, y compris ceux basés sur des poids métalliques — tael et sycee.
Jusqu'au XIXe siècle, les pièces en wén frappées étaient faites en alliage de cuivre, de forme ronde et percées d'un trou carré ou circulaire au centre. Le trou permettait d'enfiler ensemble plusieurs pièces pour constituer des valeurs supérieures sous la forme de chapelet formant collier, appelé « ligature » ; cet usage était très répandu du fait des faibles valeurs faciales des pièces. Les ligatures ainsi créées (chinois simplifié : 一贯钱 ; chinois traditionnel : 一貫錢 ; pinyin : yīguàn qián) pouvaient être de différentes tailles, mais leur valeur nominale était 1000 wén.
Une ligature de 1000 wén était censée avoir une valeur égale à un tael (liǎng) d'argent. Chaque chaîne de trésorerie était divisée en dix sections de 100. La personne chargée d'enfiler les pièces en gardait une, deux ou trois par centaine (selon l'usage local) en compensation de son effort. De fait, une once d'argent valait en réalité entre 970 et 990 espèces (ou plus) selon le lieu où l'on se trouvait.
Dans certains endroits dans le Nord, où il y avait une pénurie de pièces de monnaie, des chaînes de 500 pièces étaient parfois échangées pour une once d'argent. La monnaie papier était parfois illustrée du nombre de pièces qu'elle représentait.
Au XIXe siècle, les pièces de monnaie étrangères commencèrent à circuler largement en Chine, notamment les pièces d'argent tels les pesos mexicains. En 1889, la Chine adopte le yuan comme monnaie de transaction internationale ; le wén est défini comme le millième du yuan. Les pièces traditionnelles de 1 wén, qui dominent largement les échanges internes, ont continué à être produites jusqu'à la fin de l'empire de Chine en 1911. Les dernières pièces de monnaie libellées en wén ont été frappées durant les premières années de la république de Chine en 1924.

## Les pièces de monnaie

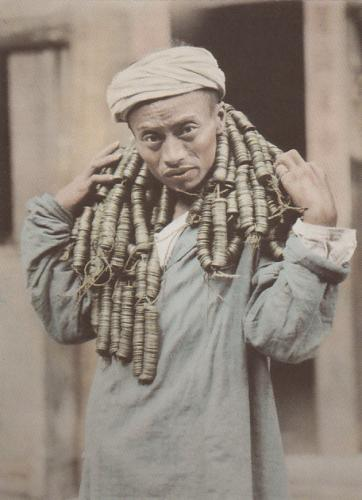
Un Chinois du Sichuan portant des ligatures de sapèques en 1917 (photo colorisée).

De nombreuses autorités émirent des pièces de monnaie libellées en wén durant le XIXe siècle, y compris les ministères du gouvernement Impérial (le conseil de recettes et le conseil des travaux publics) en collaboration avec les autorités provinciales. La plupart des pièces étaient d'une valeur de 1 wén, mais des pièces de 5, 10, 50, 100, 200, 500 et 1000 wén furent également émises. Après l'introduction du yuan, les pièces n'ont plus été frappées que pour des valeurs de 1, 2, 5, 10 et 20 wén.

## Le papier-monnaie

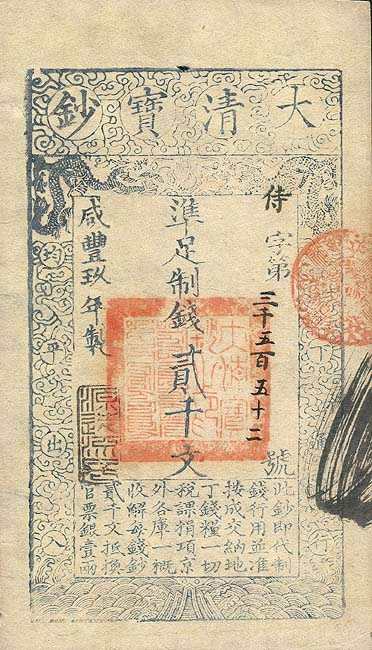
Un billet de 2000 wén de 1859.

Le premier papier-monnaie du monde, imprimé en Chine entre le Xe et le XVe siècle, était libellé en wén. Appelé jiaozi, le billet portait des représentations des pièces de monnaie, ou parfois des chaînes de dix pièces. Ces billets souffrirent de l'hyperinflation sous la dynastie Yuan en raison d'une forte production sans suffisamment d'équivalent en pièces de monnaie à l'arrière et ont été retirés à cette époque.
Le papier-monnaie est réapparu au cours du XIXe siècle. En 1853, des billets ont été introduits en coupures de 500, 1000 et 2000 wén. Les billets de 5000 wén sont apparus en 1856, suivis des billets de 10 000, 50 000 et 100 000 wén en 1857. Les derniers billets ont été émis en 1859.

## Influence extérieure
Les premières monnaies coréennes, japonaises et vietnamiennes, respectivement le mun, le lun et le van, sont des dérivés du wén chinois. Ils reprennent les mêmes caractéristiques et les mêmes idéogrammes. En 1695, le Shogunat ajoute le caractère gen chinois : 元 sur l'avers de ses pièces de cuivre. Quand le Đại Việt obtient son indépendance de la Chine impériale en 938, il garde tout d'abord la monnaie chinoise, puis frappe sa propre monnaie à partir de 968.